# Сулуде године
Сулуде године (Луде године 9 или Жикина династија 3) је југословенски филм у режији Зорана Чалића и девети је наставак филмског серијала Луде године. Филм је премијерно приказан 3. октобра 1988. године.

## Радња
После саобраћајне незгоде Жика и Милан, завршавају у болници која је претрпана и у хаосу. За принудног управника постављен је доктор Недељковић. Жика и Милан закључују да је најбоље да почну да се праве луди како би се извукли из хаоса. Њима се придружују луди диригент и сељак Рајко којег је снаја отровала.
КАРАКТЕРИ
Живорад Жика Павловић је пример правог српског сељака који је у младости из села побегао за град. После својих гастарбајтерских путешествија вратио се у родну земљу где уз помоћ свеже стеченог капитала покушава одржати „живот на нивоу,,. У овом претпоследњем делу филмског серијала се нашао у болници са погрешно намештеним гипсом на рукама. Увидевши да ће завршити у лудници, жели да са својим нераздвојним пријатељем Миланом побегне из болнице уз сијасет невероватно комичних сцена.
Милан Тодоровић представља урбаног и образованог човека који се после завршене професионалне каријере лектора, среће са тоталним супротностима виђеним у своме пријатељу Жики. После посете селу и претрпљене саобраћајне незгоде завршава у хаотичној болници где су му гипс ставили на здравим ногама.
Светислав Бркић је ведри банкарски службеник који жели другима само добро. После једног састанка радних људи свог предузећа, добија јак нервни слом и постаје подељена личност у виду чувеног диригента Херберта фон Карајана. Као последица нервног растројства завршава на психијатрији, где др. Недељковић уместо да лечи његов комплекс вишеструке личности, он распирује даљи развој болести што за резултат има низ смешних сцена.
Др. Недељковић Милутин јесте лекар који после дугогодишњег рада, на свом послу неуропсихијатра почиње да се успешно поистовећује са својим пацијентима. Под утицајем својих комплекса јер није напредовао у каријери, решава да ствар узме у своје руке и узимајући лажни идентитет постаје принудни управник болнице негде у унутрашњости земље. Све проблеме својих пацијената, решава искључиво употребом свог неуролошког чекића.
Максим Филиповић и Илија Несторовић су локални полицајци који под утицајем филмова са запада, долазе до низа врло смехотресних ситуација. Колегијалност која је приказана у отелотворењу њихових ликова је доведена до савршенства.
Спасоје Кркић јесте вечито припити портир болнице, кога ништа не може изненадити. Све своје проблеме решава испијањем великих количина алкохолнога пића.
Јелисавета је главна медицинска сестра коју медицински колектив, због своје појава поистовећује са нимфом те из милоште тепа Ники. Достигавши завршну лествицу своје професије, почиње да испољава повећани сексуални апетит за субјектима супротног пола показујући лик праве нимфоманке и тиме оправдава у потпуности свој надимак.
Рајко је човек са села који бива отрован од руку своје снахе Живадинке, завршава у болничкој соби на женском одељењу. Јако жели да се ослободи свога обољења што нас доводи до оправдане изреке "да здрав човек има хиљаду жеља а болестан само једну". Удружује се са Жиком и Миланом, те диригентом у намери да се одметну из болнице попут правих „ајдука,,.
Јелена Тодоровић је Миланова супруга самом тим и Жикина прија, која је напустила посао да би се посветила одгајању детета. Долази у болницу да обиђе супруга који је задобио повреде ногу у саобраћајној незгоди. Затиче хаотичну атмосферу и свог дугогодишњег кућног пријатеља као управника који је моли да не открива његов прави идентитет. Сарађује са полицијом у нади да ће супруга и пријатеља дозвати памети. Када увиди да је полицијска акција безуспешна покушава сама да их пронађе лутајући холовима монументалне комунистичке грађевине.

## Ликови
| Глумац                   | Улога                             |
| ------------------------ | --------------------------------- |
| Драгомир Бојанић Гидра   | Живорад Жика Павловић             |
| Марко Тодоровић          | Милан Тодоровић                   |
| Јелена Жигон             | Јелена Тодоровић                  |
| Никола Симић             | Светислав Бркић                   |
| Велимир Бата Живојиновић | Др Милутин Недељковић/Др Смиљанић |
| Јован Јанићијевић Бурдуш | портир Спасоје                    |
| Маја Сабљић              | медицинска сестра Ники            |
| Милан Штрљић             | командир милиције                 |
| Ташко Начић              | сељак Рајко                       |
| Коле Ангеловски          | Максим Филиповић / МекЛауд        |
| Боро Стјепановић         | Илија Несторовић / Елиот Нес      |
| Срђан Пешић              | Асистент Др. Недељковића          |
| Татјана Пујин            | медицинска сестра без гаћица      |
| Богдан Михаиловић        | милиционер Благоје                |
| Младен Недељковић        | милиционер Веселин                |
| Предраг Милинковић       | пацијент                          |
| Ратко Танкосић           | дежурни у милицији                |
| Олга Познатов            | баба из болничке собе             |
| Милован Тасић            | болничар чувар                    |
| Богољуб Петровић         | Нови управник                     |
| Љиљана Јовановић         |                                   |
| Зорица Атанасовска       | медицинска сестра                 |
| Љуба Павловић            | милиционер                        |
| Томислав Трифуновић      | пацијент                          |